# Euphorbia regis-jubae
Euphorbia regis-jubae Webb et Berth, és una planta de la família de les Euphorbiaceae (plantes amb làtex). És un arbust que pot assolir els 2 metres d'altura que es desenvolupa abundantment en barrancs, vessants i terrasses a ple sol a les illes canàries de Gran Canària, Fuerteventura i Lanzarote, a l'oest de Marroc, com en el Parc Nacional de Souss-Massa i oest del Sàhara.

## Hàbitat
No és un endemisme de les Illes Canàries (font Atlantis 3.1.), espècie arbustiva molt abundant en l'àrea oriental de l'Arxipèlag Canari i Costa Atlàntica d'Àfrica (Gran Canària, Fuerteventura i Lanzarote [(Marroc)], encara que també es pot trobar en altres illes com Tenerife o La Palma) i del Sud del Marroc i Nord del Sàhara Occidental. 

Es desenvolupa en barrancs, vessants i terrasses amb abundant insolació a les zones baixes i mitjanes (300-1200 m).

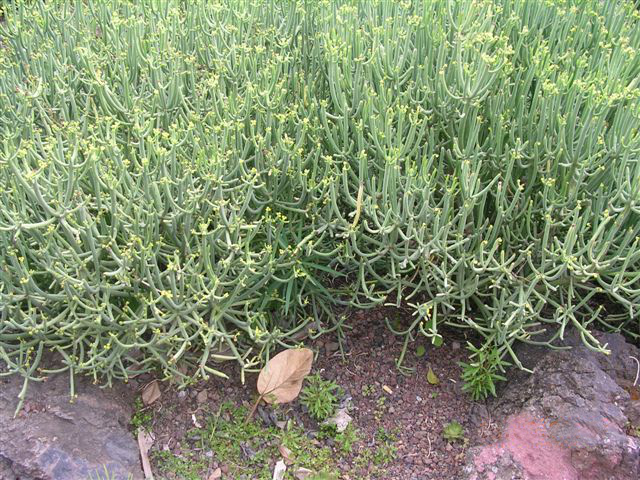
Euphorbia regis-jubae,
ramificacions de l'arbust.

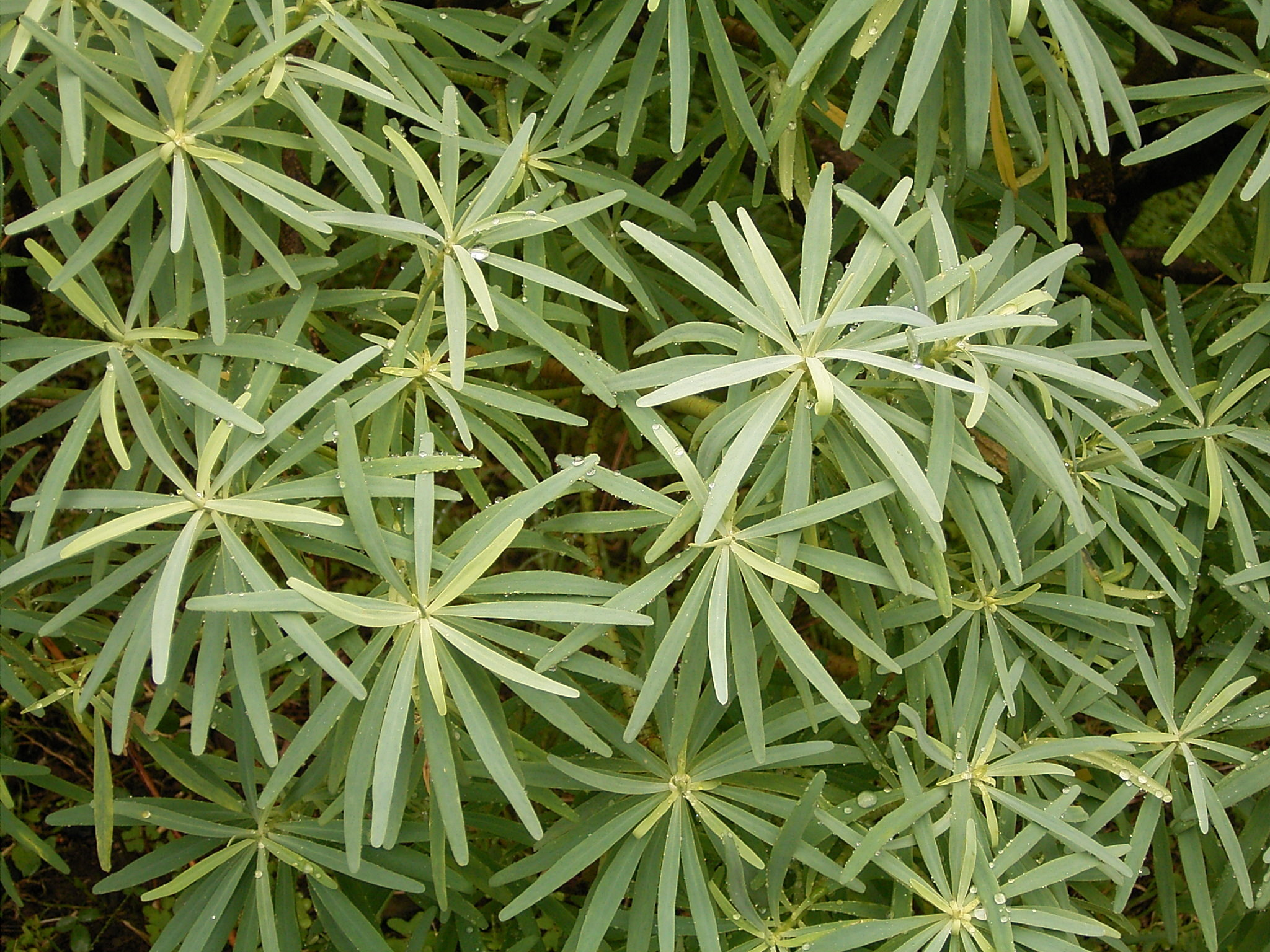
Detall de les fulles

Espècie no protegida per no ser inclosa en el Catàleg d'Espècies Amenaçades de Canàries (Llei 4/2010 Canàries).

## Descripció
Arbust que pot sobrepassar els 2 m d'alçada amb tiges i branques suculentes sense espines. 

Es diferencia d'altres espècies per les seves inflorescències pedunculades, umbel·liformes i normalment compostes que presenten un color groc verdós i perquè les bràctees florals cauen abans que maduri el fruit. 

Igual que altres eufòrbies, euphorbia regis-jubae posseeix un làtex (suc lletós) molt irritant. 

## Floració
Hivern - primavera (desembre fins al maig, hemisferi boreal).

## Usos
S'utilitza com a planta ornamental de jardí pel seu vistós port i floració. Aquesta planta requereix poques cures, però necessita calor i bon drenatge. 

El seu làtex és molt tòxic, si es toquen els ulls després d'haver-lo tocat pot produir ceguesa no permanent. Antigament s'utilitzava per tirar en un bassal amb peixos, així aquests quedaven marejats i així podien agafar fàcilment.

## Taxonomia
Euphorbia regis-jubae va ser descrita per Hermann Wilhelm Rudolf Marloth i publicat a South African Gardening 21: 127. 1931.
Etimologia
Euphorbia: nom genèric que deriva del metge grec del rei Juba II de Mauritània (52 a 50 aC - 23), Euphorbus, en el seu honor – o en al·lusió al seu gran ventre – ja que s'emprava mèdicament Euphorbia resinifera. El 1753 Carl Linné va assignar el nom a tot el gènere.
regis-jubae: està dedicat al rei Juba de Mauritània.
Sinonímia
- Tithymalus regis-jubae (J.Gay) Klotzsch i Garcke (1860).
- Euphorbia obtusifolia subsp. regis-jubae (J.Gay) Maire in É.Jahandiez i R.C.J.E.Maire (1932).
- Euphorbia virgata subsp. regis-jubae (J.Gay) Soldana (1993 publ. 1994).
- Euphorbia lamarckii subsp. regis-jubae (J.Gay) Oudejans (1993).
- Euphorbia mauritanica Webb ex J.Gay in P.B.Webb i S.Berthelot (1847), pro syn.
- Euphorbia pseudodendroides H.Lindb. (1932).
- Euphorbia obtusifolia f. latibracteata G.Kunkel (1978).
- Euphorbia lamarckii f. latibracteata (G.Kunkel) Oudejans (1993).
- Euphorbia lamarckii var. pseudodendroides (H.Lindb.) Oudejans (1993).[4][5]